# Квалификације за Куп Кариба 2010.
Квалификационо такмичење за Куп Кариба 2010. је био фудбалски турнир одржан у периоду од 2. октобра до 14. новембра 2010. како би се одредили тимови за Куп Кариба 2010. године. У квалификационом такмичењу је учествовала 21 репрезентација (домаћин Мартиник и носилац титуле Јамајка су се аутоматски квалификовали), а шест екипа из квалификација се пласирало на завршни турнир. Турнир се играо у два кола. У првом колу се такмичило 15 најслабије рангираних екипа у три групе по четири и једној групи од три у кругу. У други круг пласирали су се победници четири групе и два најбоља пратиоца из три групе по четири. У другом колу, шест квалификационих тимова из прве рунде придружило се тимовима од другог до седмог са највишег ранга са Карипског првенства 2008. да би се такмичили у три групе од по четири. По два најбоља тима из сваке групе напредовала су и придружила се Мартинику и Јамајци на финалном турниру.

## Прва рунда
Четири победника група заједно са две најбоље другопласиране екипе из група А, Б и Ц пласирале су се у другу фазу квалификационе групе.
Нерешени резултати (правила важе за све групне фазе)
1. Већи број бодова у мечевима између изједначених тимова.
2. Већа гол-разлика у мечевима између изједначених тимова (ако више од два тима заврше једнако по бодовима).
3. Већи број голова постигнутих у мечевима међу изједначеним тимовима (ако више од два тима заврше једнако по бодовима).
4. Већа гол разлика у свим утакмицама у групи.
5. Већи број постигнутих голова у свим утакмицама у групи.
6. Извлачење жреба.

### Група А
Утакмице су игране на Порторику од 2. до 6. октобра.
| Репрезентација   | Ута. | Поб. | Нер. | Изг. | ГД | ГП | ГР. | Бод. |
| ---------------- | ---- | ---- | ---- | ---- | -- | -- | --- | ---- |
| Порторико        | 3    | 3    | 0    | 0    | 7  | 1  | +6  | 9    |
| Кајманска Острва | 3    | 1    | 1    | 1    | 5  | 4  | +1  | 4    |
| Ангвила          | 3    | 1    | 0    | 2    | 4  | 8  | -4  | 3    |
| Свети Мартин Фр. | 3    | 0    | 1    | 2    | 2  | 5  | -3  | 1    |

| Свети Мартин Фр.  | 1:1      | Кајманска Острва     |
| ----------------- | -------- | -------------------- |
| Дервил Вирџил 55’ | Извештај | Пол Браун 24’ (пен.) |

| Порторико                                | 3:1      | Ангвила                       |
| ---------------------------------------- | -------- | ----------------------------- |
| Џош Хансен 28’ · Крис Мегалодис 32’, 81’ | Извештај | Адонијах Ричардсон 52’ (пен.) |

| Кајманска Острва                                              | 4:1      | Ангвила         |
| ------------------------------------------------------------- | -------- | --------------- |
| Марк Ибенкс 45+2’ (пен.), 48’ · Терон Вуд 56’ · Пол Браун 58’ | Извештај | Џавил Брукс 33’ |

| Порторико                             | 2:0      | Свети Мартин Фр. |
| ------------------------------------- | -------- | ---------------- |
| Џон Краус 25’ · Кристијан Аријета 79’ | Извештај |                  |

| Ангвила                             | 2:1      | Свети Мартин Фр.  |
| ----------------------------------- | -------- | ----------------- |
| Џавил Брукс 16’ · Теренс Роџерс 37’ | Извештај | Дервил Вирџил 14’ |

| Порторико                                    | 2:0      | Кајманска Острва |
| -------------------------------------------- | -------- | ---------------- |
| Крис Мегалодис 25’ · Гадиел Фигера Робле 88’ | Извештај |                  |

### Група Б
Утакмице су игране на Сент Винсент и Гренадинима од 6. до 10. октобра.
| Репрезентација    | Ута. | Поб. | Нер. | Изг. | ГД | ГП | ГР. | Бод. |
| ----------------- | ---- | ---- | ---- | ---- | -- | -- | --- | ---- |
| Сент Китс и Невис | 3    | 1    | 2    | 0    | 6  | 2  | +4  | 5    |
| Сент Винсент      | 3    | 1    | 2    | 0    | 8  | 1  | +7  | 5    |
| Барбадос          | 3    | 1    | 2    | 0    | 6  | 1  | +5  | 5    |
| Монтсерат         | 3    | 0    | 0    | 3    | 0  | 16 | -16 | 0    |

- Сент Китс и Невис је рангиран испред Сент Винсента и Барбадоса на основу тајбрејка. Све 3 утакмице одигране међу тимовима су биле нерешене; Сент Китс и Невис су на тим мечевима постигли више голова (2) од Сент Винсента и Барбадоса (по 1).[2]

| Барбадос            | 1:1      | Сент Китс и Невис |
| ------------------- | -------- | ----------------- |
| Рашида Вилијамс 14’ | Извештај | Џорџ Исак 62’     |

| Сент Винсент | 7:0      | Монтсерат |
| --- | -------- | --------- |
| Шандел Самјуел 26’ (пен.), 27’, 67’ · Дамал Френсис 56’ · Корнелијус Стјуарт 64’ · Чад Балкомб 70’ · Романо Снаг 89’ | Извештај |           |

| Монтсерат | 0:5      | Барбадос                                                                          |
| --------- | -------- | --------------------------------------------------------------------------------- |
|           | Извештај | Норман Форд 18’, 82’ · Ривијер Вилијамс 36’ · Тери Адамсон 52’ · Кадим Аткинс 90’ |

| Сент Винсент     | 1:1      | Сент Китс и Невис |
| ---------------- | -------- | ----------------- |
| Марлон Џејмс 73’ | Извештај | Џевон Френсис 40’ |

| Сент Китс и Невис                                      | 4:0      | Монтсерат |
| ------------------------------------------------------ | -------- | --------- |
| Алексис Садлер 17’, 31’ · Кит Гамбс 20’ · Иан Лејк 90’ | Извештај |           |

| Сент Винсент | 0:0      | Барбадос |
| ------------ | -------- | -------- |
|              | Извештај |          |

### Група Ц
Утакмице су игране на Суринаму од 13. до 17. октобра.
| Репрезентација   | Ута. | Поб. | Нер. | Изг. | ГД | ГП | ГР. | Бод. |
| ---------------- | ---- | ---- | ---- | ---- | -- | -- | --- | ---- |
| Гвајана          | 3    | 3    | 0    | 0    | 6  | 2  | +4  | 9    |
| Суринам          | 3    | 2    | 0    | 1    | 4  | 4  | 0   | 6    |
| Холандски Антили | 3    | 0    | 1    | 2    | 5  | 7  | -2  | 1    |
| Света Луција     | 3    | 0    | 1    | 2    | 3  | 5  | -2  | 1    |

| Гвајана      | 1:0      | Света Луција |
| ------------ | -------- | ------------ |
| Крис Борн 9’ | Извештај |              |

| Суринам                                  | 2:1      | Холандски Антили  |
| ---------------------------------------- | -------- | ----------------- |
| Ив Влијтер 37’ · Рони Алома 90+1’ (пен.) | Извештај | Лејси Паулета 81’ |

| Холандски Антили                             | 2:3      | Гвајана                                               |
| -------------------------------------------- | -------- | ----------------------------------------------------- |
| Брајан Анастатија 74’ (пен.) · Кени Кунц 84’ | Извештај | Двајт Питерс 15’ · Ентони Абрамс 45’ · Волтер Мур 57’ |

| Суринам                                    | 2:1      | Света Луција    |
| ------------------------------------------ | -------- | --------------- |
| Стефано Ријсел 14’ · Ив Влијтер 38’ (пен.) | Извештај | Закус Полус 77’ |

| Света Луција        | 2:2      | Холандски Антили                                    |
| ------------------- | -------- | --------------------------------------------------- |
| Закус Полус 7’, 36’ | Извештај | Лисандро Тренидад 30’ · Брајан Анастатиа 89’ (пен.) |

| Суринам | 0:2      | Гвајана                                     |
| ------- | -------- | ------------------------------------------- |
|         | Извештај | Волтер Мур 17’ (пен.) · Девон Милингтон 90’ |

### Група Д
Утакмице су игране на Доминиканској Републици од 14. до 17. октобра.
- Белешка – Утакмица Домониканске Републике и Британских Девичанских Острва је била предвиђена да се одигра 13. октобра али је одложена за 14. октобар пошто репрезентација Британских Девичанских Острва није могла да допутује на време.

| Репрезентација              | Ута. | Поб. | Нер. | Изг. | ГД | ГП | ГР. | Бод. |
| --------------------------- | ---- | ---- | ---- | ---- | -- | -- | --- | ---- |
| Доминика                    | 2    | 2    | 0    | 0    | 11 | 0  | +11 | 6    |
| Доминиканска Република      | 2    | 1    | 0    | 1    | 17 | 1  | +16 | 3    |
| Британска Девичанска Острва | 2    | 0    | 0    | 2    | 0  | 27 | -27 | 0    |

- Само првак групе се квалификовао у наредну фазу такмичења.

| Доминиканска Република | 17:0     | Британска Девичанска Острва |
| --- | -------- | --------------------------- |
| Дарли Батиста 5’, 67’, 68’, 72’, 79’ · Доминго Пералта 22’, 43’, 77’ · Иноел Наваро 26’, 47’, 81’ · Омар Рејносо 61’, 73’ · Келвин Северино 64’ · Ерик Озуна лопез 82’, 90’ · Гонзало Фречиља 90+1’ | Извештај |                             |

| Британска Девичанска Острва | 0:10     | Доминика                                                                                                   |
| --------------------------- | -------- | --- |
|                             | Извештај | Мичел Хосеп 1’, 11’, 13’ · Курлсон Бенхамин 48’, 71’, 81’, 84’, 85’ · Чад Бертранд 55’ · Донан Харвиер 87’ |

| Доминиканска Република | 0:1      | Доминика         |
| ---------------------- | -------- | ---------------- |
|                        | Извештај | Елмонд Перик 71’ |

### Рангирање другопласираних репрезентација
Другопласиране репрезентације из група А, Б и Ц су ишле у другу рунду квалификација.
| Група | Репрезентација   | Ута. | Поб. | Нер. | Изг. | ГД | ГП | ГР. | Бод. |
| ----- | ---------------- | ---- | ---- | ---- | ---- | -- | -- | --- | ---- |
| Ц     | Суринам          | 3    | 2    | 0    | 1    | 4  | 4  | 0   | 6    |
| Б     | Сент Винсент     | 3    | 1    | 2    | 0    | 8  | 1  | +7  | 5    |
| А     | Кајманска Острва | 3    | 1    | 1    | 1    | 5  | 4  | +1  | 4    |

## Друга рунда
Екипе од 2. до 7. места рангиране са турнира 2008. аутоматски се квалификују за ово коло: Антигва и Барбуда, Куба, Гренада, Гвадалупе, Хаити и Тринидад и Тобаго. Три победника група заједно са три другопласиране екипе пласирале су се на Финални турнир (Јамајка, победник 2008, квалификован директно у финалну рунду).

### Група Е
Утакмице су игране на Гранади од 22. до 26. октобра.
| Репрезентација    | Ута. | Поб. | Нер. | Изг. | ГД | ГП | ГР. | Бод. |
| ----------------- | ---- | ---- | ---- | ---- | -- | -- | --- | ---- |
| Гваделуп          | 3    | 3    | 0    | 0    | 8  | 3  | +5  | 9    |
| Гренада           | 3    | 2    | 0    | 1    | 5  | 4  | +1  | 6    |
| Сент Китс и Невис | 3    | 1    | 0    | 2    | 2  | 4  | -2  | 3    |
| Порторико         | 3    | 0    | 0    | 3    | 3  | 7  | -4  | 0    |

| Сент Китс и Невис        | 1:2      | Гваделуп                                  |
| ------------------------ | -------- | ----------------------------------------- |
| Џевон Френсис 83’ (пен.) | Извештај | Грегори Гендри 12’ · Жан-Лук Ламборде 87’ |

| Гренада                               | 3:1      | Порторико             |
| ------------------------------------- | -------- | --------------------- |
| Котсон Баин 44’, 68’ · Рики Чарлс 80’ | Извештај | Исак Нивес Ривера 81’ |

| Гваделуп                                                 | 3:2      | Порторико                              |
| -------------------------------------------------------- | -------- | -------------------------------------- |
| Грегори Гендри 1’ · Лудовик Годин 10’ · Стефан Аврај 58’ | Извештај | Крис Мегалудис 67’ · Питер Вилегас 78’ |

| Гренада               | 2:0      | Сент Китс и Невис |
| --------------------- | -------- | ----------------- |
| Делрој Фесеј 15’, 30’ | Извештај |                   |

| Порторико | 0:1      | Сент Китс и Невис   |
| --------- | -------- | ------------------- |
|           | Извештај | Џевон Френсис 90+1’ |

| Гренада | 0:3      | Гваделуп                                 |
| ------- | -------- | ---------------------------------------- |
|         | Извештај | Џони Тасита 3’, 79’ · Грегори Гендри 69’ |

### Група Ф
Утакмице су игране на Тринидад и Тобагу од 2. до 6. новембра.
| Репрезентација    | Ута. | Поб. | Нер. | Изг. | ГД | ГП | ГР. | Бод. |
| ----------------- | ---- | ---- | ---- | ---- | -- | -- | --- | ---- |
| Тринидад и Тобаго | 3    | 3    | 0    | 0    | 12 | 3  | +9  | 9    |
| Гвајана           | 3    | 1    | 1    | 1    | 3  | 2  | +1  | 4    |
| Хаити             | 3    | 1    | 1    | 1    | 3  | 5  | -2  | 4    |
| Сент Винсент      | 3    | 0    | 0    | 3    | 3  | 11 | -8  | 0    |

| Хаити | 0:0      | Гвајана |
| ----- | -------- | ------- |
|       | Извештај |         |

| Тринидад и Тобаго                                                         | 6:2      | Сент Винсент                                |
| ------------------------------------------------------------------------- | -------- | ------------------------------------------- |
| Девон Јорслинг 2’, 35’, 59’ · Кери Баптист 57’, 67’ · Хјутон Хектор 90+3’ | Извештај | Шандел Самјуел 21’ · Корнелијус Стјуарт 43’ |

| Сент Винсент       | 1:3      | Хаити                                                |
| ------------------ | -------- | ---------------------------------------------------- |
| Шандел Самјуел 64’ | Извештај | Сони Норд 45’ · Леон Сен-При 61’ · Рикардо Чарлс 83’ |

| Тринидад и Тобаго                      | 2:1      | Гвајана        |
| -------------------------------------- | -------- | -------------- |
| Лестер Пелтие 34’ · Девон Јорслинг 42’ | Извештај | Шон Бевени 78’ |

| Гвајана                               | 2:0      | Сент Винсент |
| ------------------------------------- | -------- | ------------ |
| Девон Милингтон 57’ · Шон Камерон 81’ | Извештај |              |

| Тринидад и Тобаго                                            | 4:0      | Хаити |
| ------------------------------------------------------------ | -------- | ----- |
| Хјутон Хектор 4’, 31’ · Девон Јорслинг 7’ · Кери Баптист 29’ | Извештај |       |

### Група Г
Утакмице су игране на Антигви и Барбуди од 10. до 14. новембра.
| Репрезентација    | Ута. | Поб. | Нер. | Изг. | ГД | ГП | ГР. | Бод. |
| ----------------- | ---- | ---- | ---- | ---- | -- | -- | --- | ---- |
| Куба              | 3    | 1    | 2    | 0    | 7  | 5  | +2  | 5    |
| Антигва и Барбуда | 3    | 1    | 2    | 0    | 2  | 1  | +1  | 5    |
| Суринам           | 3    | 1    | 1    | 1    | 9  | 5  | +4  | 4    |
| Доминика          | 3    | 0    | 1    | 2    | 2  | 9  | -7  | 1    |

| Куба                                                                               | 4:2      | Доминика                  |
| ---------------------------------------------------------------------------------- | -------- | ------------------------- |
| Армандо Короне 9’ · Рејсандер Фернандез 20’ · Јоел Колом 27’ · Марсел Ернандез 35’ | Извештај | Курлсон Бенџамин 11’, 87’ |

| Антигва и Барбуда                       | 2:1      | Суринам             |
| --------------------------------------- | -------- | ------------------- |
| Рандолф Бартон 17’ · Џастин Кокрејн 64’ | Извештај | Роче Емануелсон 33’ |

| Суринам                                                   | 3:3      | Куба                                                        |
| --------------------------------------------------------- | -------- | ----------------------------------------------------------- |
| Венсли Кристоф 7’ · Стефано Ријсел 49’ · Дерик Гарден 81’ | Извештај | армандо Короне 45’ · Алаин Сервантес 65’ · Адонис Рамос 88’ |

| Антигва и Барбуда | 0:0      | Доминика |
| ----------------- | -------- | -------- |
|                   | Извештај |          |

| Доминика | 0:5      | Суринам                                                                                               |
| -------- | -------- | --- |
|          | Извештај | Налдо Кваси 45’ · Ив Влијтер 46’ · Емилио Лимон 56’ · Роче Емануелсон 75’ · Стефано Ријсел 87’ (пен.) |

| Антигва и Барбуда | 0:0      | Куба |
| ----------------- | -------- | ---- |
|                   | Извештај |      |